# قانون تابعیت مالت
قانون تابعیت مالت (انگلیسی: Maltese nationality law) شرایطی را که طبق آن یک فرد دارای تابعیت مالت است، مشخص می‌کند. قانون اصلی تعیین‌کننده ضوابط تابعیت قانون شهروندی مالت است که در روز ۲۱ سپتامبر ۱۹۶۴ اجرایی شد. مالت عضو کشورهای اتحادیه اروپا است و تمام افرادی که دارای تابعیت مالت هستند، شهروند اتحادیه اروپا محسوب می‌شوند. این افراد اجازه زیستن و کار به صورت خودکار و دائم در هر کشور عضو اتحادیه اروپا یا منطقه اقتصادی اروپا را به‌دست می‌آورند و می‌توانند در رأی‌گیری انتخابات پارلمان اروپا شرکت کنند.
تمام افرادی که بین روز ۲۱ سپتامبر ۱۹۶۴ تا ۱ اوت ۱۹۸۹ در مالت به دنیا آمده‌اند، بدون در نظر گرفتن تابعیت والدین آنها، به‌طور خودکار در بدو تولد شهروند مالت محسوب گردیده‌اند. افرادی که از آن تاریخ به بعد در مالت به دنیا آمده‌اند در صورتی شهروند محسوب می‌گردند که حداقل یکی از والدین آنها شهروند مالت باشد یا در این کشور به دنیا آمده باشد. اتباع خارجی بعد از تحقق حداقل شرط اقامت (به‌طور معمول پنج سال) ممکن است با اعطای تابعیت، شهروند مالت محسوب شوند. افرادی که سرمایه‌گذاری مالی قابل توجهی در کشور ایجاد کنند، با کاهش شرط مدت دورهٔ اقامت مشمول تسهیل در اعطای تابعیت می‌شوند. 

## واژه‌گزینی
تشخیص بین مفهوم واژه شهروندی و تابعیت، همیشه در زبان انگلیسی واضح نیست و در هر کشوری مفهوم آنها متفاوت است. به‌طور کلی تابعیت به وابستگی قانونی فرد به دولتی مستقل اشاره دارد و اصطلاح رایجی است که در معاهدات بین‌المللی هنگام نشان دهی اعضای یک کشور مورد استفاده قرار می‌گیرد، در حالیکه واژه شهروندی به‌طور معمول به معنی مجموعه حقوق و وظایفی است که فرد در آن جامعه دارد. تمایز بین این دو واژه، در کشورهایی که انگلیسی زبان نیستند به‌طور شفاف تعریف شده‌است ولی در کشورهای آنگلوسفر مشخص نگردیده‌است.